# 福元路大桥
福元路大桥是中华人民共和国湖南省长沙市连接开福区和岳麓区的一座梁拱桥。它横跨湘江，用混凝土和钢筋制成，有6条车道，用栏杆隔开。

## 沿革
2010年9月27日，福元路大桥开始建设。
2012年5月18日，福元路大桥主桥及引桥合龙，全线贯通。
2012年11月20日、福元路大桥通车运营。